# Ole L. Frantzen
Ole Louis Frantzen (født 14. maj 1947 i København) er en dansk militærhistoriker og tidligere direktør for Statens Forsvarshistoriske Museum.
Frantzen er søn af afdelingschef Louis Georg Frantzen (død 1978) og hustru, modist Esther Frantzen f. Bømler Jørgensen. Han er uddannet cand.phil. i historie fra Københavns Universitet 1977, blev museumsinspektør ved Tøjhusmuseet 1978, direktør for museet 1988 og direktør for Statens Forsvarshistoriske Museum (Tøjhusmuseet og Orlogsmuseet) 2005. Den 22. juni 2012 forlod han posten efter længere tids kontroverser, der især handlede om, at museet med Frantzen som leder havde forsøgt at sælge ud af våbensamlingen.
Frantzen blev også løjtnant af reserven i Hæren 1969 og oberstløjtnant af reserven 2002.
Han har været medlem af styrelsen for Marinehistorisk Selskab 1978-2004 og medredaktør af Marinehistorisk Tidsskrift 1979-85. Medlem af Militærhistorisk Kommission 1991 og medlem af styrelsen for ICOMAM (International Committee of Museums and Collections of Arms and Military History) fra 2005. Frantzen blev Ridder af Dannebrog 4. juli 2001 og har modtaget Fortjensttegnet for god tjeneste i forsvarets reserve.

## Forfatterskab
- Truslen fra øst. Dansk-norsk flådepolitik 1769-1807, 1980.
- Garderhøjfortet, Kommandantskabet på Jægersborg Kaserne 1984.
- (sammen med A.V. Skjødt): Det Danske ingeniørkorps 1684-1984, 1984. ISBN 87-7491-143-0
- (sammen med Bjørn A. Nielsen): Københavns Befæstning 1886-1986, Tøjhusmuseet 1986.
- (sammen med Egon Eriksen): Dansk artilleri i Napoleonstiden. Forudsætninger og udvikling 1760-1814, 1988.
- (redaktør og hovedforfatter): Linieskibet Holsten, 1988.
- Sammen med Hans Christian Wolter, Helge Scheunchen og Christian Würgler Hansen: Den danske hær i Napoleonstiden 1801-1814. Håndbog om uniformer, faner udrustning og krigshistorie, 1992.
- Dansk Landartilleri 1400-2000, 1997.
- (sammen med Johan Engström, red.): Øresunds strategiske rolle i et historisk perspektiv, 1998.
- "Danmarks syn på Øresunds strategiske rolle 1690-1788", i: Johan Engström og Ole L. Frantzen (red.): Øresunds strategiske rolle i et historisk perspektiv, 1998.
- "Den tapre landsoldat. Den danske hær og flåde i krigen 1848-1849", i: Claus Bjørn (red): 1848 – det mærkelige år, 1998.
- "Svenske støbejernskanoner i Dansk tjeneste 1660-1814", i: Athena och Ares. Statens Försvarshistoriska Museer, nr. 3 (1999).
- "Forladeartilleriets klassiske periode 1660-1814", i: Ole L. Frantzen, Michael H. Mortensen, Niels M. Probst og Sven Egil Thiede: Dansk Søartilleri 1400-2000. En oversigt, 1999.
- (sammen med Hans Christian Bjerg): Danmark i krig, København: Politikens Forlag 2005. ISBN 87-567-7269-6
- (red.): Danmarks krigshistorie. Bind 1: 700-1814, København: Gads Forlag 2012. ISBN 978-87-12-04579-3
- (m.fl. red.): Københavns Befæstning, København: Gads Forlag 2012. ISBN 978-87-12-04503-8

Han har tillige skrevet artikler til fagtidsskrifter samt artikler til Den Store Danske Encyklopædi.